# Herta Winkler
Herta Winkler (* 17. Mai 1917 in Bad Gams; † 11. September 2003 in Graz) war eine österreichische Politikerin (SPÖ) und Frauenlandessekretärin im Österreichischen Gewerkschaftsbund (ÖGB). Sie war von 1962 bis 1973 Abgeordnete zum Nationalrat.

## Leben und Leistungen
Winkler besuchte nach der Volks- und Hauptschule zwischen 1932 und 1934 sowie von 1945 bis 1946 Bürokurse und war zunächst als Arztsekretärin, und zwischen 1932 und 1935 als Gemeindesekretärin beschäftigt. Von 1947 bis 1952 arbeitete sie als Buchhalterin der Gewerkschaft der Gemeindebediensteten Steiermarks, zwischen 1952 und 1975 war sie als Frauenlandessekretärin im ÖGB tätig. 
Winkler engagierte sich zwischen 1954 und 1964 als Kammerrätin der Kammer für Arbeiter und Angestellte Steiermark und war von 1958 bis 1964 Gemeinderätin in Graz. Zudem vertrat sie die SPÖ vom 14. Dezember 1962 bis zum 8. November 1973 im Nationalrat und war innerparteilich als Vorsitzende-Stellvertreterin im SPÖ-Frauenzentralkomitee aktiv. Winkler zählte neben Hertha Firnberg und Rosa Jochmann zu den führenden Sozialdemokratinnen im Nationalrat.